# Augusta Laar

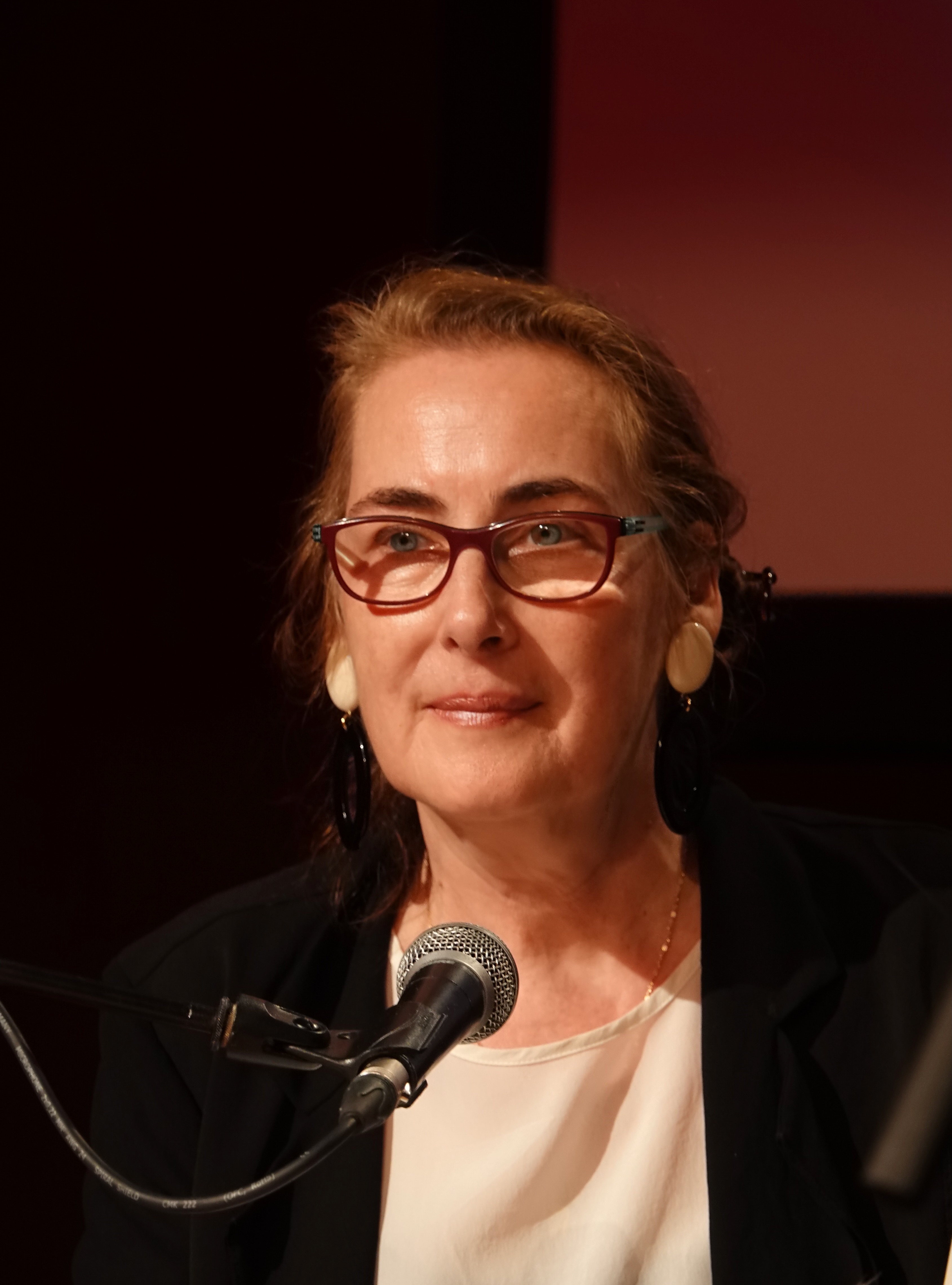
Augusta Laar 2023

Augusta Laar (* 1955 in Eggenfelden) ist eine deutsche Künstlerin, Lyrikerin und Musikerin. Sie lebt und arbeitet abwechselnd in Krailling bei München und in Wien.

## Leben und Werk
Augusta Laar wurde in Eggenfelden geboren, sie studierte in München Musikwissenschaft und Klavier und in Wien Lyrik an der Schule für Dichtung. Dabei war sie unter anderem Schülerin von Nick Cave. Neben den klassischen Kunstbereichen wie Fotografie, Video und Zeichnung beschäftigt sie sich mit Installationen, spartenübergreifenden und interaktiven Kunstprojekten. Hier ist besonders ihr Langzeitprojekt zu poetischer Kommunikation „Madonna sagt …“ zu nennen. Gemeinsam mit ihrem Mann Kalle Laar ist sie Teil des electronic poetry-Duos Kunst oder Unfall.

Ihre Lyrik wurde in zahlreichen Zeitschriften (z. B. Das Gedicht, Lichtungen, außer.dem) und Anthologien veröffentlicht. Sie war eine der Initiatorinnen der Münchner Lyriklesereihen Lyrik Plattform und Schamrock – Salon der Dichterinnen. Auch das Schamrock – Festival der Dichterinnen geht mit auf ihre Initiative zurück. Weiterhin ist sie Initiatorin und Moderatorin der Diskussionsreihe Lyrik-Talk, die in München, Wien und Luzern stattfindet.

Lyrikperformance mit tönenden Figuren.
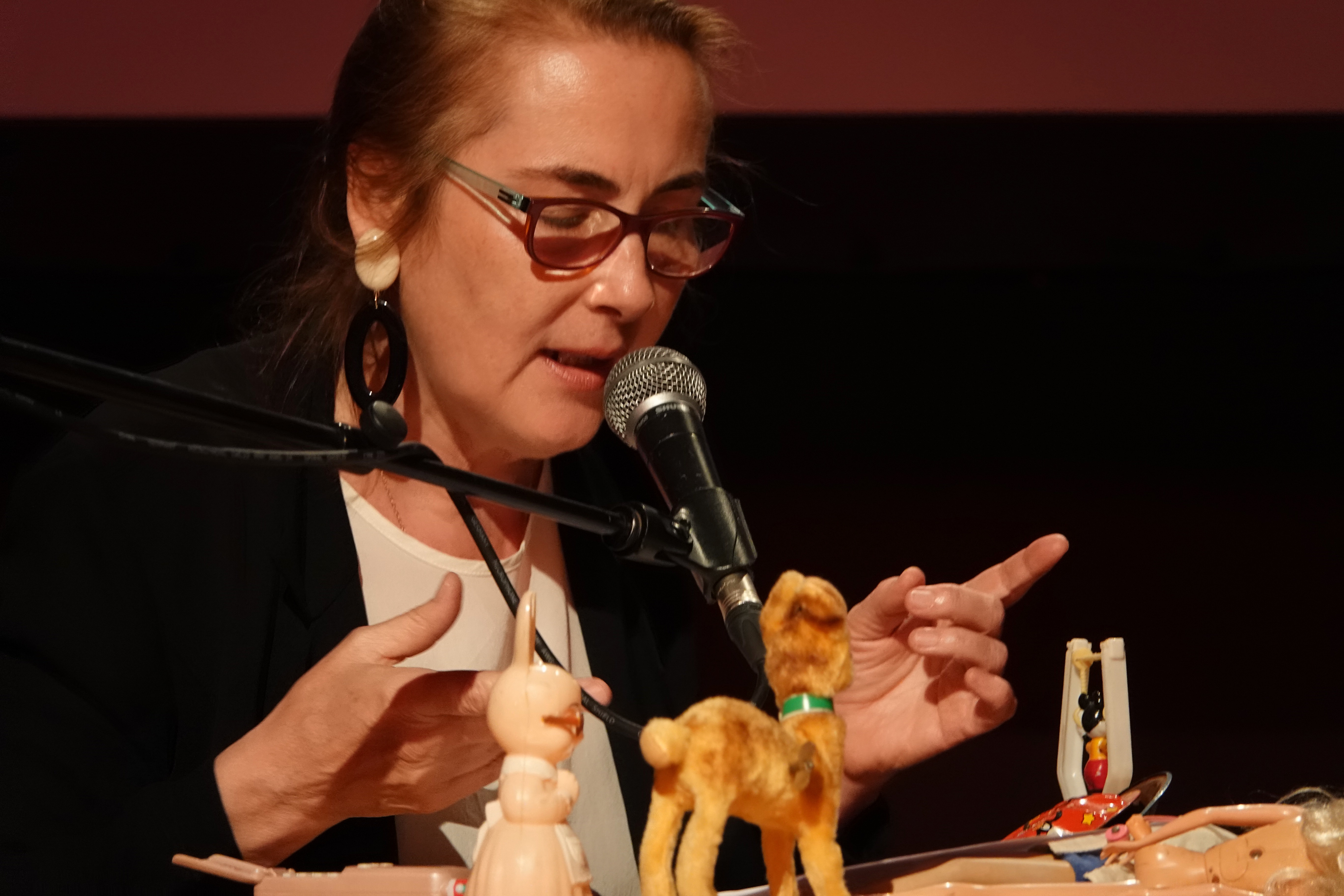
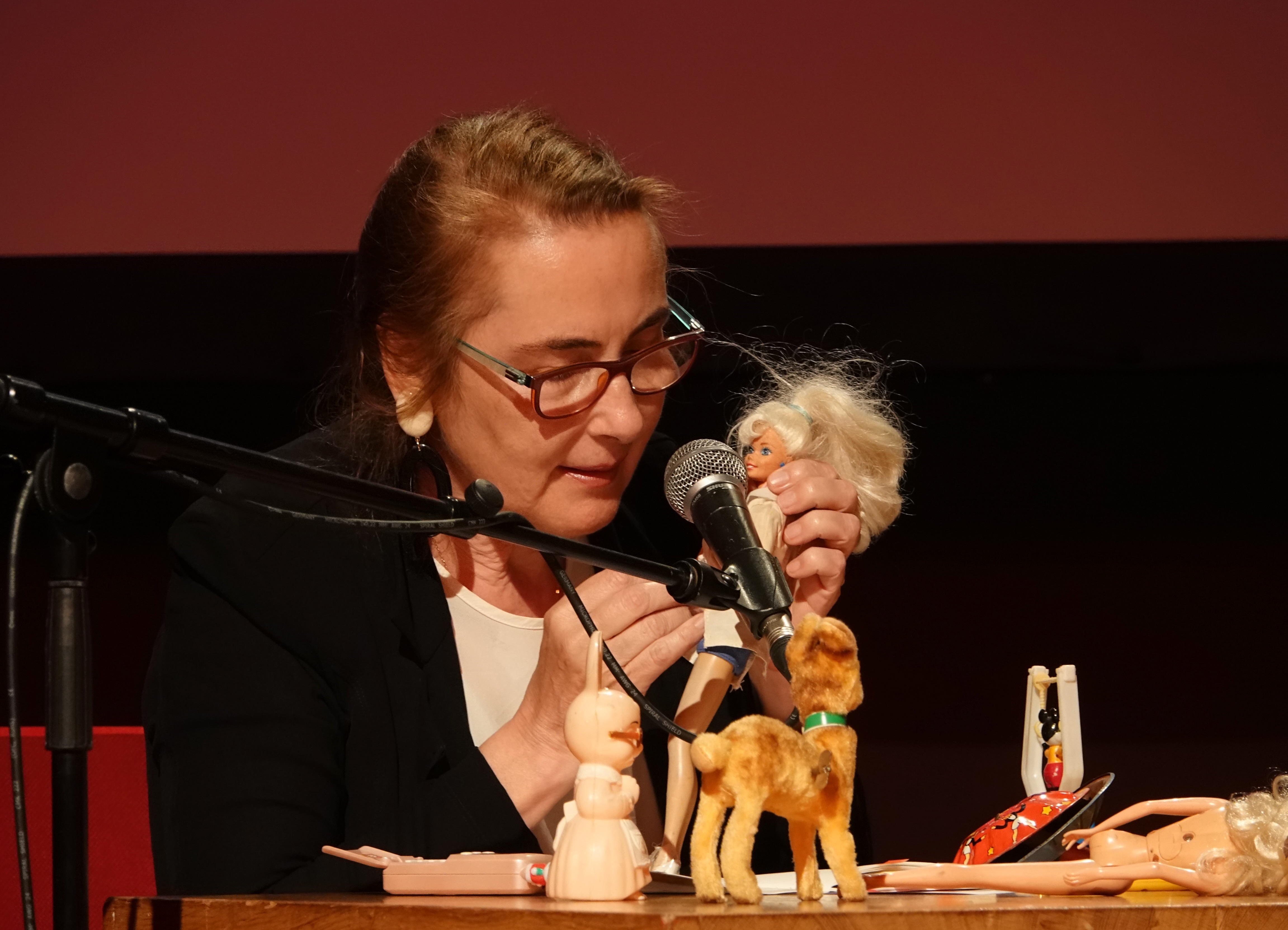
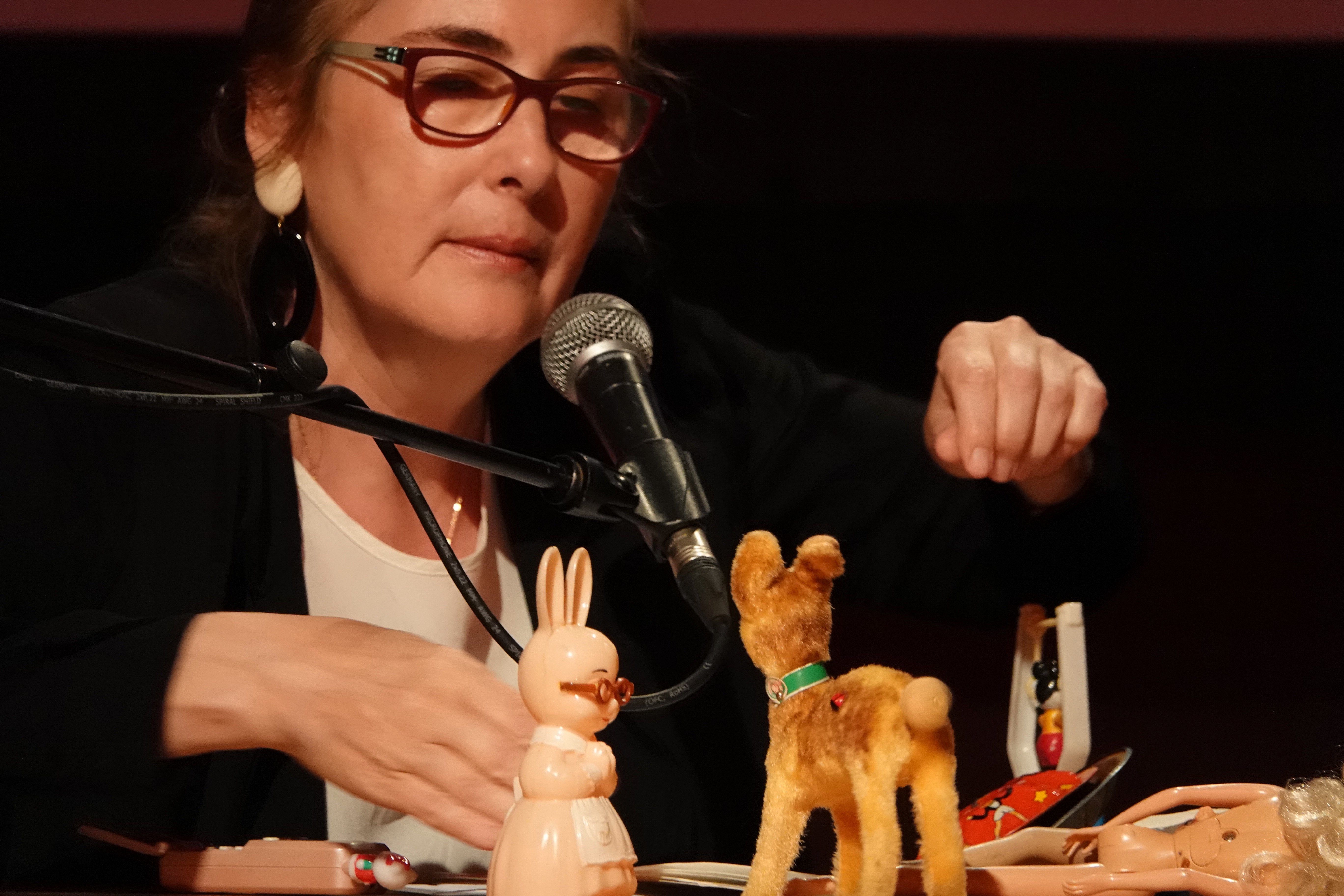

Sie ist Mitglied der Autorengruppen viennapoetics, Wientouristinnen, lyrinx und Reimfrei.
Sie gibt Seminare und ist bzw. war als Lehrbeauftragte für die Bereiche Lyrik, Wahrnehmung und Klang für folgende Institutionen tätig: Schule für Dichtung Wien, Wiener Festwochen, Jeunesse Wien, Literaturhaus München, Goetheinstitute Salvador da Bahia und Córdoba, The Temporary Soundmuseum.
2022 wurde Augusta Laar in der Sparte Kunst mit dem Kulturpreis Bayern ausgezeichnet.

## Preise und Anerkennungen
- Preise für Fotografie und elektroakustische Poesie
- 2014–19 Atelierförderung der Stadt München
- 2017 Projektstipendium für Literatur des österreichischen Bundeskanzleramts
- 2020 Projektstipendium für Literatur des österreichischen Bundeskanzleramts
- 2021 Anita-Augspurg-Preis der Stadt München für Schamrock e. V. 2021
- 2022 Kulturpreis Bayern
- 2024 Arbeitsstipendium des Freistaats Bayern[6]

## Auftritte mitKunst oder Unfall(Auswahl)
- Tanztendenz München 2010
- Wort&Klangbildstelle Frankfurt 2009
- Audiotoop Festival Amsterdam 2009
- Electric Eclectics Festival Meaford, Ontario 2009
- Brooklyn Ballet 2009
- Gasteig München 2009
- Badeschiff Wien 2008
- Biennale di Venezia 2007
- Klanggalerie T-u-b-e München 2007
- Haus der Berliner Festspiele 2006
- Tonspur Museumsquartier Wien 2005
- Lyrikfestival Graz 2004

## Ausstellungen (Auswahl)
- Europäisches Patentamt München 2010
- Schloss Neuburg am Inn 2008
- 95. Deutscher Katholikentag Ulm 2004
- Diözesanmuseum Freising 2003
- Theatermuseum Hannover 2002
- Diözesanmuseum Limburg 2001
- Bayerische Staatsoper München 2000
- Schule für Dichtung Wien 1998

## Veröffentlichungen
- weniger stimmen. Gedichte. edition selene, Wien 2004, ISBN 3-85266-230-3.
- 99 love poems. Gedichte & Skizzen. München 2012, ISBN 978-3-940757-23-4.
- Als ich Fisch war, ja als ich Fisch war. Gedichte. München 2014, ISBN 978-3-86906-685-1.
- Summt dem Fall. St. Wolfgang 2016, ISBN 978-3-902864-55-0.
- Planet 9. Gedichte Fragmente Instruktionen (= Neue Lyrik aus Österreich, Band 20). Horn 2017, ISBN 978-3-85028-769-2.
- Avec Beat. Kurzformen, Mischungen, Loops. München 2020, ISBN 978-3-902864-55-0.
- Mitteilungen gegen den Schlaf. Träume, Lieder, Skizzen. Edition Melos, Wien 2021, ISBN 978-3-9519842-9-2.
- Nocturnes. Interventionen. Edition Melos, Wien 2024, ISBN 978-3-9505459-0-6.